# مارپیچ‌زنجبیلیان
مارپیچ‌زنجبیلیان یا کوستاسه (Costaceae) خانواده‌ای است از گیاهان بی‌بو، با برگ‌های دارای غلاف‌های بسته، آرایش مارپیچی، کم و بیش ناخنک‌دار و گل‌های شبیه گیاهان خانوادهٔ زنجبیل، امّا بدون غدد فوقانی. بومی نواحی گرمسیری.